# Valchiusa (comune italiano)
Valchiusa è un comune italiano sparso di 1 026 abitanti della città metropolitana di Torino, istituito il 1º gennaio 2019 dalla fusione dei comuni di Meugliano, Trausella e Vico Canavese.

## Geografia antropica
Il comune di Valchiusa comprende i centri abitati di Vico Canavese (capoluogo) Meugliano, Trausella,  Drusacco, Novareglia, Inverso e Cantoncello. La sede comunale è a Vico Canavese.
La denominazione è la stessa dell'ente esistito fra il 1929 e il 1935, che comprendeva anche il centro di Brosso, situato nella medesima vallata.

## Società

### Evoluzione demografica
Negli ultimi cinquanta anni, a partire dal 1971, la popolazione residente è diminuita del 33 %.
Abitanti censiti